# نورمان جاروود
نورمان جاروود (بالإنجليزية: Norman Garwood)‏ هو مصمم إنتاجي بريطاني، ولد في 8 يناير 1946 في برمنغهام في المملكة المتحدة.

## وصلات خارجية
- نورمان جاروود على موقع IMDb (الإنجليزية)
- نورمان جاروود على موقع أول موفي (الإنجليزية)
- نورمان جاروود على موقع قاعدة بيانات الفيلم (الإنجليزية)